# Китайский серау
Китайский серау (лат. Capricornis milneedwardsii) — млекопитающее семейства полорогих. Видовое название дано в честь французского учёного Альфонса Мильн-Эдвардса (1835—1900).

## Описание
Тело длиной 140—155 см, высота в холке 85-94 см, хвост длиной 11-16 см. Волоски на большей части тела чёрные с обширными белыми основаниями, придают общий серый окрас, чёрная полоса на спине, голова коричневая, низ часто бледный; белые или бледно-коричневые волосы на горле, часто формируют бледный лоскут, ноги чёрные на верхней половине, контрастируют с красноватым или беловатым цветом на нижней половине; длинные гривы с длинными белыми волосами, иногда смешанные с чёрными.

## Ареал и места обитания
Страны распространения: Камбоджа, Китай, Лаос, Мьянма, Таиланд, Вьетнам. Единственный представитель семейства полорогих на острове Тайвань (кроме интродуцированных видов). Населяет крепкие крутые холмы и скалистые места, особенно известняковые регионы до 4500 метров над уровнем моря. Однако, вид также регулярно записан (камерой) на холмах и горных лесных районах с мягким грунтом. Обитает на небольших прибрежных островах и, как сообщается, плавает между ними в Камбодже, вероятно занимает также небольшие очень естественно изолированные карстовые выходы известняков в долине реки Меконг.

## Образ жизни
Ведёт в основном ночной и одиночный образ жизни. Потребляет широкий спектр листьев и побегов, а также посещает солевые выступления.

## Охрана
Мясо, мех и различные части тела высоко ценятся местным населением и используются им для пищевых и лекарственных целей, поэтому на него интенсивно ведётся охота, особенно в северных частях ареала. Потеря среды обитания в основном из-за сельскохозяйственного расширения, а также заготовка дров и древесины, также представляет собой серьёзную долгосрочную угрозу в некоторых областях. Им грозит по крайней мере локально, вырубка лесов и расчистка земель. Встречается на многих природоохранных территориях.

## Подвиды
Китайский серау образует 2 подвида, которые в последнее время некоторые исследователи выделяют в самостоятельные виды:
- Capricornis milneedwardsii milneedwardsii — собственно Китайский серау[1], номинативный подвид, обитающий в южном и юго-восточном Китае;
- Capricornis milneedwardsii maritimus — Индокитайский серау[1], полуостров Индокитай и север Малайского полуострова.

## Фото
- Индокитайский серау